# スルフィンピラゾン
スルフィンピラゾン(英: sulfinpyrazone)とは痛風の治療に使用される尿酸排泄促進薬の一つ。スルフィンピラゾンは時にADPやトロンボキサンの放出を抑制し、血小板の脱顆粒を阻害することによって血小板凝集を抑制することがある。
スルフィンピラゾンは他の尿酸排泄薬と同様に、腎臓の尿細管での尿酸の再吸収に競合的に拮抗する。
日本ではノバルティス社がアンツーラン®として販売していたが、現在は販売中止となっている。

## 禁忌
スルフィンピラゾンは腎臓機能障害を有する患者や高尿酸尿による尿路結石症を呈する患者に投与すべきではない。